# Ишкашимски език
Ишкашимският език (санглечи-ишкашимски) е ирански език, говорен в Афганистан и Таджикистан. Разпространен е в няколко села в Ишкашимски район по горното течение и около завоя на р. Пандж на границата между Афганистан и Таджикистан. В Таджикистан езикът е разпространен в селата Ран, Над, Сумджин, Мулводж, Наматкут, докато в Афганистан няма точни данни за разпространението му.

## История
Езикът е безписмен. Най-ранните данни за езика са от края на 19 век в студията на В. Томашек „Die Pamir-Dialekte“ (Виена, 1880).

## Граматика
Катеория род отсъства както и в други памирски езици. Голяма част от словообразувателните модели са заети от персийски.

## Речник
Числителните имена от 1 до 9 са: uk(ug), də(w), ru(y), cəfur, punz, xul (xullá), uvd, ot, naw (nu). Числителните от 10 (da) нагоре са заети от персийски.
Ишкашимски думи, които представляват исторически интерес, са rémuzd (< Ahura Mazdā-) „слънце“ (срв. санглечи ormōzd, хотано-сакски urmaysdā-, мундж. míro < miθra- „слънце, Митра“) и ṣ̌tənak, ṣ̌tənuk "новородено” (срв. авест. sčaini-).